# 成松修
成松 修（なりまつ おさむ、1974年10月27日 - ）は、北海道猿払村出身。日本の俳優。

## 来歴
北海道出身。18歳でモデルを始め東京コレクションのオーディションに合格したのをきっかけに上京する。
上京してからはステラ・アドラーメソッドを学び俳優として活動開始。ステラ・アドラーハリウッド校でも演技を学ぶ。
特技は剣術、格闘術、戦闘術趣味はトレーニングの一環としてやっているキックボクシングとスキューバダイビング（NAUIスキューバダイビングアドバンスライセンス取得）。
2017年1月よりエイジアプロモーションに所属。
2025年1月にエイジアプロモーションを退所し、独立。現在は自身で立ち上げた合同会社トミガヤベースで活動している。
2022年5月に映画や舞台の企画・制作やWSを運営する会社トミガヤベースを立ち上げて俳優向けに殺陣やアクションのレッスンを行っている。アクティングコーチとしての活動もしていて2021年放送のテレビ東京のドラマ「あなた犯人じゃありません」で初めてドラマのアクティングコーチを担当した。

## 出演

### 映画
- 「スリーデイボーイズ」監督：夏目大一郎 2009年
- 「Source」監督：A.T 2011年
- 「ハードロマンチッカー」監督：グ・スーヨン 2011年 警官役
- 「図書館戦争」監督：佐藤信介 2013年 良化隊隊長補佐 野坂役
- 「寄生獣 完結編」監督：山崎貴 2015年 SAT役
- 「図書館戦争 THE LAST MISSION」監督：佐藤信介 2015年 良化隊隊長補佐 野坂役
- 「U-31」監督：谷健二 2016年 金丸役
- 短編映画「男」監督：小暮法大 2017年 主演 譲二役
- 「港区おじさんTHE MOVIE-最後の乾杯-」監督：昌保博之 2018年 オレガー峰岸健太郎役
- スペイン映画「Los Japón」監督：アルバロ・ディアス・ロレンソ 2019年
- 「任侠学園」監督：木村ひさし 2019年
- 「スマホを落としただけなのに 囚われの殺人鬼」監督：中田秀夫 2020年
- 「ブレイブ-群青戦記-」監督：本広克行 2021年 織田信長軍武将役
- 「ツーアウトフルベース」監督：藤澤浩和 2022年 横井刑事役
- 「異動辞令は音楽隊！」監督：内田英治 2022年 音楽隊ホルン役
- 「Winny」監督：松本優作 2023年 刑事 田端直樹役
- 「探偵マリコの生涯で一番悲惨な日」監督：内田英治・片山慎三 2023年 おさむ役
- 「道で拾った女」監督：いまおかしんじ 2023年 益田武雄 役[1]
- 「コーポ・ア・コーポ」原作：岩浪れんじ 監督：仁同正明 2023年 石田健児 役
- 「サイレントラブ」監督：内田英治 2024年 刑事 畠山克則 役
- 「ゴールデンカムイ」監督：久保茂昭 2024年 岡田文夫 役
- 「知らないカノジョ」監督：三木孝浩 2025年 部長 役

### ドラマ
- ジロチョー 清水の次郎長維新伝（2010年、テレビ東京）
- 全身編集長〜文豪から学ぶオトコの生き方〜（2013年、NHK-BS）
- 東京ガードセンター 第11話・最終話（2014年、Dlife）テロリスト 役
- 孤独のグルメ Season4 第10話 （2014年9月10日、テレビ東京）- 大倉 役
- 金田一耕助VS明智小五郎ふたたび（2014年、フジテレビ）長富 役
- 松本清張ミステリー時代劇 第10話「雨と川の音」（2015年8月、BSジャパン）牢役人 役
- 図書館戦争 ブック・オブ・メモリーズ（2015年10月5日、TBS）良化隊隊長補佐 野坂 役
- ガキ☆ロック〜浅草六区人物語〜 第5話・第6話（2017年5月、amazonプライム・ビデオ）アイカワ 役
- もみ消して冬〜わが家の問題なかったことに〜（2018年、日本テレビ）医師 役
- #ハッシュタグ 第1話（2018年3月、TOKYO MX）
- コンフィデンスマンJP 第1話（2018年4月、フジテレビ）赤星の部下 役
- モンテ・クリスト伯 -華麗なる復讐- 第4話（2018年5月、フジテレビ）
- ラブリラン 第7話（2018年5月、日本テレビ）
- ヒトコワ 第8話/ひかりTV限定ストーリー第1話・第2話（2018年8月、ひかりTV・dTV配信）向井淳一 役
- 絶対零度～未然犯罪潜入捜査〜 第7話（2018年8月、フジテレビ）
- 健康で文化的な最低限度の生活 第7話（2018年8月、カンテレ・フジテレビ）
- 恋のツキ 第7話（2018年9月、テレビ東京）面接官 役
- 3年A組-今から皆さんは、人質です-（2019年1月、日本テレビ）保護者 役
- 逃亡料理人ワタナベ（2019年3月、ひかりTV・dTV配信）刑事 役
- 警視庁ゼロ係〜生活安全課なんでも相談室〜 season4 第5話（2019年8月16日、テレビ東京）一ノ瀬 役
- Iターン 第6話（2019年8月16日、テレビ東京）ぼったくり居酒屋店員 役
- ルパンの娘 第2話（2019年7月18日、フジテレビ）警護役の秘書の男 役
- 湘南純愛組！ 第7話・第8話（2020年2月28日、amazon プライム・ビデオ）江夏の部下 役
- GARO -VERSUS ROAD- 第1話・第2話（2020年4月2日、TOKYO MX）
- オペレーションZ〜日本破滅、待ったなし〜 第4話（2020年4月5日、WOWOW）内閣情報調査員 役
- 行動心理捜査官・楯岡絵麻 season2（2020年4月11日、BSテレ東）江口匡毅 役
- ルパンの娘 season2（2020年12月10日、フジテレビ）使用人の男 役
- 天国と地獄〜サイコな2人〜 第5話（2021年2月14日、TBS）スポーツジムトレーナー 役
- あなた犯人じゃありません（2021年2月18日、テレビ東京）先生 役
- 知ってるワイフ 第10話（2021年3月11日、フジテレビ）監査部行員 役
- イチケイのカラス 第3話（2021年4月19日、フジテレビ）野上哲治 役
- 列島制覇-非道のうさぎ- 第5話・第6話・第7話（2021年6月11日 - 7月9日、U-NEXT）菊森組 五十嵐 役
- 向こうの果て 第5話（2021年6月11日、WOWOW）山之内の子分ヤクザ 役
- 女子グルメバーガー部 2021夏SP（2021年6月27日、テレビ東京）芸能事務所社長 役
- 大河ドラマ 青天を衝け（2021年11月21日、NHK）民権運動家 役
- しもべえ 第3話（2022年1月21日、NHK総合）多田幹雄 役
- ミステリと言う勿れ 第10話（2022年3月14日、フジテレビ） 千夜子の父 役
- 悪女（わる）働くのがカッコ悪いなんて誰が言った? 最終話（2022年6月15日、日本テレビ）- 上司 役
- 雪女と蟹を食う 第6話（2022年8月12日、テレビ東京）蟹屋の店長 役
- 鵜頭川村事件（2022年8月28日、WOWOW 連続ドラマW）野間寿也 役
- 競争の番人 第9話（2022年9月5日、フジテレビ） 刑事 役
- ファーストペンギン! 第3話（2022年10月、日本テレビ）店主 役
- ボーイフレンド降臨! 第3話（2022年10月29日、テレビ朝日）KANAME座劇団員 役
- 今際の国のアリス season2 第5話（2022年12月22日配信開始、Netflix）医者イイジマ役
- 僕らのミクロな終末（2023年、朝日放送テレビ）日下部律の父 役
- インフォーマ（2023年3月、カンテレ）SPリーダー役
- 特捜9 season6 第8話（2023年5月24日、テレビ朝日）結城誠 役
- それってコメディじゃないですか？（2023年5月31日配信開始、Hulu）林田役
- シッコウ!!〜犬と私と執行官〜 第3話（2023年7月18日、テレビ朝日）田中勇也 役
- 潜入捜査官　松下洸平（2023年9月、TVer配信開始）植松役
- 今日からヒットマン 第3話（2023年11月10日、テレビ朝日）猪瀬牛次 役
- PORTAL-X ドアの向こうの観察記録 第5話「ラストベイビー」(2024年2月9日配信開始、WOWOW) 堺太一役
- フクロウと呼ばれた男 -HOUSE OF THE OWL-第5話(2024年4月24日配信開始、Disney+) 投資家白井役
- ドラマW ゴールデンカムイ -北海道刺青囚人争奪編- 第1話（2024年10月6日、WOWOW） - 岡田文夫 役
- 離婚弁護士スパイダー season3 (2025年3月21日配信開始、Hulu) 望月五郎刑事役
- 看守の流儀（2025年6月21日、テレビ朝日）[2]
- スティンガース 警視庁おとり捜査検証室（2025年7月22日 - 、フジテレビ） - 岩永博嗣 役[3]

### ウェブドラマ
- 東京カレンダーウェブ動画 - オレガー峰岸健太郎 役
  - 1分港区おじさん 42話 - 45話 〜怪獣オレガー編〜
  - 港区おじさん 58話 - 61話 〜オレガーの逆襲編〜
  - 港区おじさん 70話 - 73話 〜おじさんのなつやすみ編〜
- 透明なわたしたち（2024年9月16日 - 10月21日、ABEMA） - 中川賢治 役

### 舞台
- 「SLA SHOW CASE」 2001年 - 2008年 (作・演出ダン・コージ) 中目黒ウッディーシアター
- 「GUNS -All or Nothing-」2009年 (作・演出 加納健詞) シアターグリーン BIG TREE THEATER
- 「TSUMUGI JAPAN 一期一会」2011年 (作・演出 根本順善) 紀伊国屋サザンシアター
- PU-PU-JUICE 第12回公演 「汚れたアヒル」2012年 (作・演出 山本浩貴) 新宿SPACE107
- PU-PU-JUICE 第14回公演「R18」2013年 (作・演出 山本浩貴) 新宿SPACE107
- PU-PU-JUICE 第17回公演「奇跡の男」2013年 (作・演出 山本浩貴) 新宿SPACE107 鮫島組組長 鮫島役
- PU-PU-JUICE 第19回公演「青い十字架」2013年 (作・演出 山本浩貴) 中野ザ・ポケット 柏木刑事役
- kamakaji Lab「THE LAST SONG〜命の行進曲〜」2014年 (作・演出 梶原涼晴) 渋谷区総合文化センター大和田・伝承ホール 誠治役
- PU-PU-JUICE 第21回公演「竜馬が生きる」2014年 (作・演出 山本浩貴) シアターサンモール 見廻組組頭 佐々木只三郎役
- PU-PU-JUICE 第22回公演 「竜馬を殺す」2014年 (作・演出 山本浩貴) シアターサンモール 見廻組組頭 佐々木只三郎役
- SEVEN FILM 第1回公演「VOTE」2015年（作・山本浩貴、演出・谷健二）下北沢B1劇場 石橋貫太郎役
- PU-PU-JUICE 第23回公演「兵隊日記タドル」2015年 (作・演出 山本浩貴) 中目黒キンケロ・シアター 山県晋作役
- PU-PU-JUICE 第24回公演「兵隊日記ツムグ」2015年 (作・演出 山本浩貴) 中目黒キンケロ・シアター 少佐 山県晋作役
- kamakaji Lab「RADIO311」2016年（作・演出 梶原涼晴）東京芸術劇場シアターイースト サラリーマン武部明弘役
- kamakaji Group Theatar「希望荘にて」2016年（作・演出 梶原涼晴）中野劇場MOMO 主演 小松信二役
- 演劇チーム渋谷ハチ公前「ならわしを抱く」」2016年（作・高橋努、演出・田浦傑）下北沢 シアター711 坂本誠治役
- PU-PU-JUICE 第25回公演 「青い十字架」2016年（作・演出 山本浩貴）中目黒キンケロ・シアター 柏木刑事役
- 演劇チーム渋谷ハチ公前「慣れの果て」2017年（作・演出 高橋努）下北沢 小劇場B1 戸辺博之役
- エイジアプロモーション プロデュース第1回公演「ギャル卒!!」2017年（作・演出 山本こうき）恵比寿エコー劇場 坂東教頭役
- PU-PU-JUICE 特別公演第6弾「竜馬を殺す」2017年（作・演出 山本浩貴）恵比寿エコー劇場 近藤勇役
- 演劇チーム渋谷ハチ公前「春、憐れみ、コンビナート」2018年（作・演出 高橋努）下北沢 小劇場B1 戸井田モトキ役
- 演劇チーム渋谷ハチ公前「付きまとう褐色」2018年（作・演出 高橋努）浅草九劇 葛西安役
- 東京二期会オペラ劇場「金閣寺」2019年（原作・三島由紀夫 演出・宮本亜門）東京文化会館大ホール アメリカ兵役
- 「時間のしずくtokinoshizuku」2020年（企画・脚色・演出 成松修）Office GRACE
- 劇団かもめんたる S.ストーリーズ公演vol.2「S.ストーリーズvol.2」2023年（作・演出 岩崎う大）
- 劇団かもめんたる 第13回公演「ゾンビいまさら」2024年（作・演出 岩崎う大）[4]
- 劇団かもめんたる 第14回公演「生ガキと笛」2024年（作・演出 岩崎う大）[5]
- KAAT×新ロイヤル大衆舎 vol.2「花と龍」2025年（作：齋藤雅文、演出：長塚圭史）[6]

### CM
- 「アサヒ スーパーDRY」（アサヒビール）
- 「YAMAHA　ゴルフクラブ インプレス」（YAMAHA）
- 「CR弾球黙示録　カイジ2」（TAKAO）
- 「大戦乱！三国志バトル 丸の内編 モバゲー」（DeNA）
- 「年末ジャンボ宝くじ 手筒花火編」（みずほ銀行）
- 「ガンダムカードコレクション 逆襲のシャア編 モバゲー」（DeNA)
- 「東京三菱UFJ銀行 NISA 〜はじめは誰でも初心者編〜」（東京三菱UFJ銀行）
- 「蒼空ファンタジー」WEB CM

### ミュージックビデオ
- 9mm Parabellum Bullet「Supernova」
- 渡り廊下走り隊7「へたっぴウィンク」
- CODE-V「世界中が敵になってもきっと君を守りぬくから」
- NMB48 紅組「恋愛被害届け」
- DieByForty
  - 「Aspartame」
  - 「Morning Call」

### オリジナルビデオ
- さとるだよ 監督：谷健二

### スチール
- 「NTTドコモ　北海道」
- 「HONDA　ジョルノ」
- 「YAMAHA　ゴルフクラブ インプレス」